# Plosca
Plosca là một xã thuộc hạt Teleorman, România. Dân số thời điểm năm 2002 là 6599 người.